# Station Ostrów Wielkopolski Gorzyce
Station Ostrów Wielkopolski Gorzyce is een spoorwegstation in de Poolse plaats Ostrów Wielkopolski.